# Bertya cunninghamii
Bertya cunninghamii är en törelväxtart som beskrevs av Jules Émile Planchon. Bertya cunninghamii ingår i släktet Bertya och familjen törelväxter.

## Underarter
Arten delas in i följande underarter:
- B. c. cunninghamii
- B. c. pubiramula
- B. c. rupicola